# Trancoso (Brésil)
Cet article concerne le district du Brésil. Pour la ville du Portugal, voir Trancoso.
Trancoso est un district de la municipalité de Porto Seguro dans l'État de Bahia au Brésil.
Autrefois un petit village de pêcheurs, havre hippie dans les années 1970, il est depuis les années 2000 mieux connue pour ses plages semi-sauvages et comme lieu prisé par la jet set.

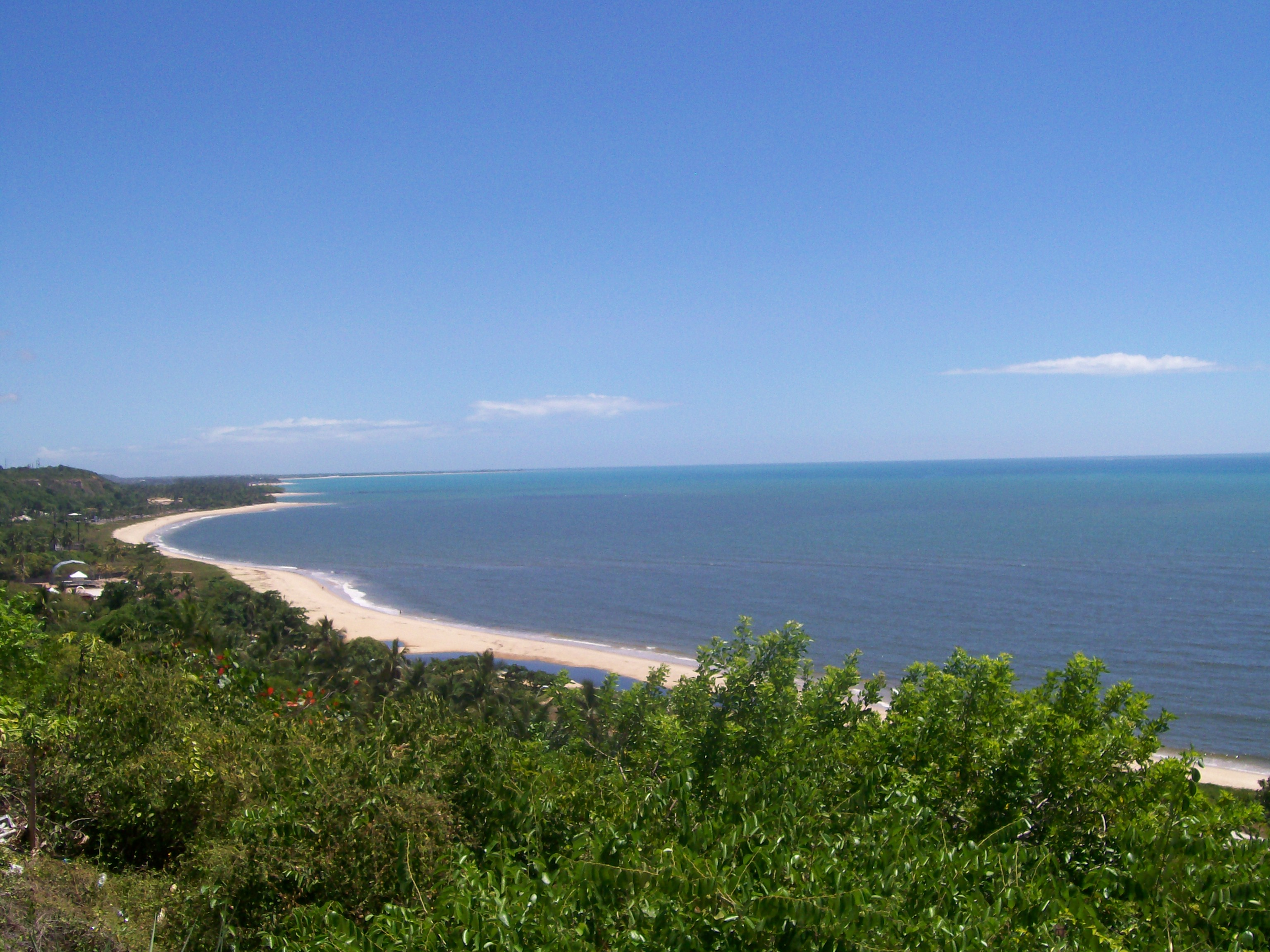
Plages de Trancoso.
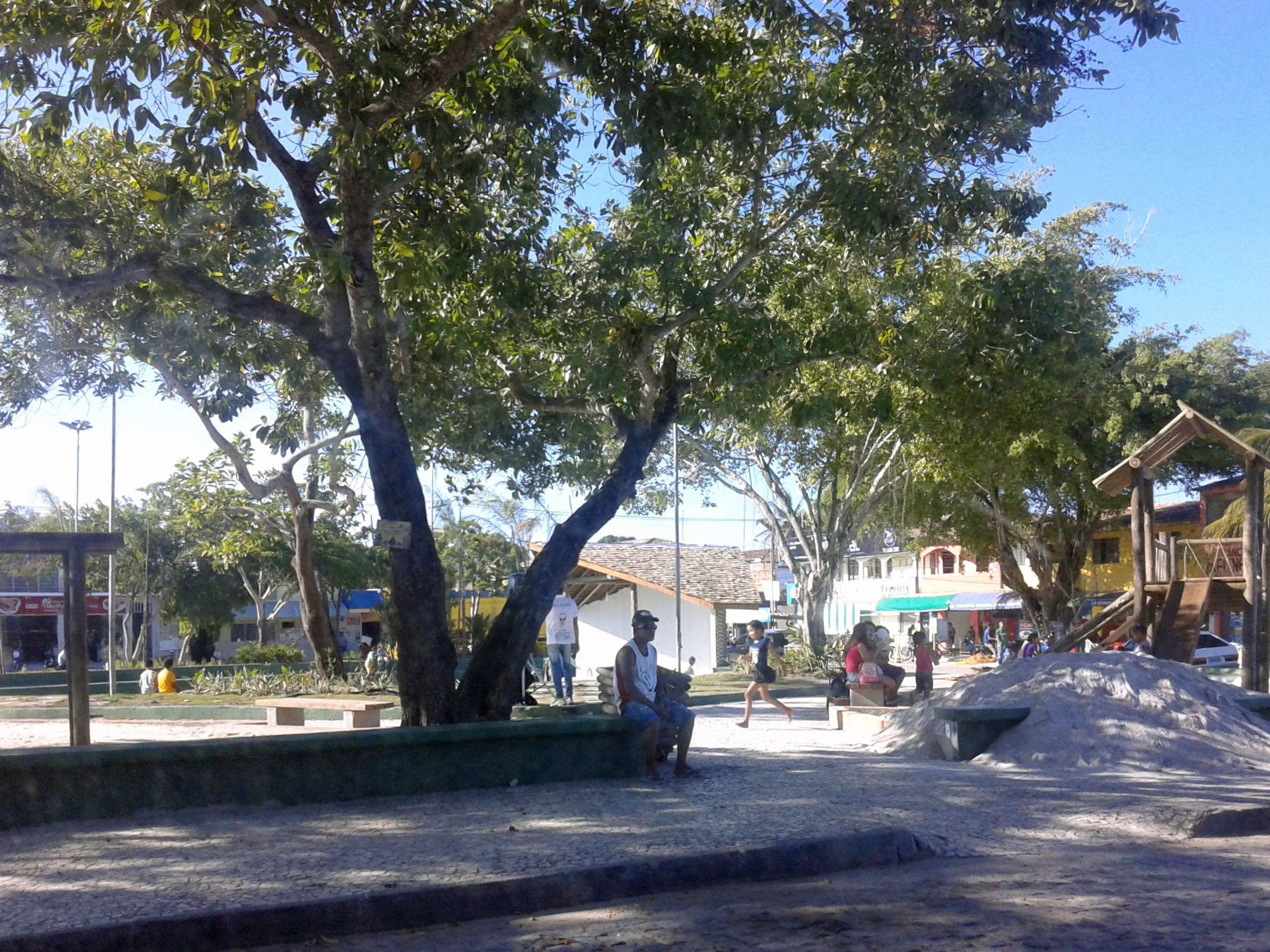
Praça da Independência.
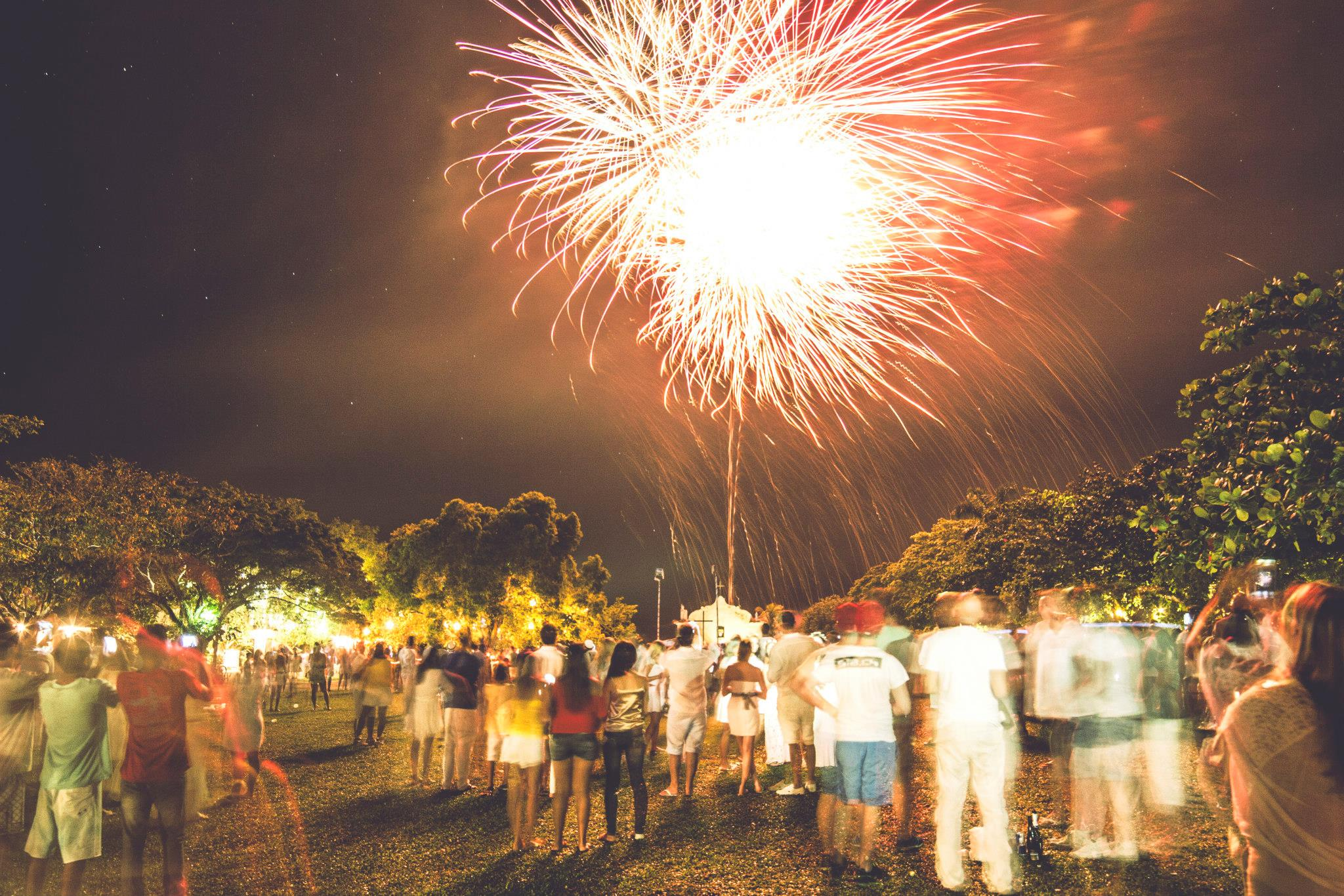
Un réveillon à Trancoso.